# 忘記趁早
忘記趁早是香港男歌手林智樂的出道作，於2023年6月8日由愛爆音樂作數位發行，歌曲推出後獲得熱烈迴響，成為勁歌金榜冠軍歌、中文歌曲龍虎榜及新城勁爆本地榜季軍歌。歌曲由澤日生作曲，林若寧填詞。

## 背景及發行
林智樂出身無綫電視歌唱選秀節目《聲夢傳奇》，已簽下無綫電視經理人合約及星夢娛樂歌手合約的他在比賽後開始參與無綫電視各大劇集及綜藝節目，包括其首部參演的校園青春歌舞劇《青春本我》。入行三年後，林智樂於2023年6月8日推出首支個人派台歌曲忘記趁早，正式出道。歌曲透過愛爆音樂發行，並被派送至新城電台、香港電台及香港商業電台。
2023年9月4日，由著名作曲人澤日生重新編曲的作品《忘記趁早Pain Relief" live version》於各大音樂平台上架。

## 曲目
1. 忘記趁早
  - 作曲：澤日生
  - 作詞：林若寧
  - 編曲：澤日生、傅丹斌、譚暢
  - 監製：澤日生、KENC

## 歌曲列表
| 線上下載 串流媒體 | 線上下載 串流媒體 | 線上下載 串流媒體 |
| 曲序              | 曲目              | 时长              |
| ----------------- | ----------------- | ----------------- |
| 1.                | 忘記趁早          | 4:49              |

## 製作團隊
- 鋼琴編曲：澤日生
- 貝斯、鼓及敲擊樂編曲／合成器編程：傅丹斌
- 弦樂編曲：譚暢
- 弦樂：國際首席愛樂樂團
- 弦樂監製：李朋
- 弦樂錄音室：2496 Top Music
- 弦樂錄音師：王昆
- 人聲錄音師：Mountain Hui
- 人聲錄音室：Heaven Recording Studio 2
- 和聲編寫：KENC
- 和聲：Henry
- 混音工程師：廖颯深
- 混音工作室：色素錄音棚 (GZ)
- 母帶工程師：廖颯深
- MV女主角：趙頌宜

## 音樂錄影帶
此曲的音樂影片由《聲夢傳奇2》參賽者趙頌宜擔任MV女主角、主唱林智樂擔任MV男主角，二人合演情侶。MV以藝術出發，而趙頌宜畫畫素有天份，她的畫作也出現在MV中。

## 宣傳
歌曲推出後，林智樂於香港電台節目《港樂・講樂》演唱忘記趁早。其後，林智樂現身叱咤903節目《叱咤樂壇》宣傳歌曲。2023年7月，林智樂與姚焯菲、張馳豪、潘靜文參與愛爆音樂舉辦的《CAIS Chantel Fans Meeting》，期間林智樂演唱忘記趁早。林智樂亦於《2023年香港動漫電玩節 x 好友音樂擊》演唱 忘記趁早一曲。8月26日，林智樂於無綫電視音樂節目《勁歌金榜》中接受主持許文軒訪問，講述歌曲創作經過。同日，愛爆音樂舉行答謝會，林智樂與一眾粉絲以「忘記最好．忘記趁早」為主題，一同製作集環保、簡約及天然理念於一身的的油畫皂作禮物，並對保護大自然出一分力。

## 電台派台成績

### 叱咤903專業推介走勢
| 週次     | 第27週 |
| 放榜日期 | 7月8日 |
| 榜上位置 | 20     |
| -------- | ------ |

### 香港電台第二台中文歌曲龍虎榜走勢
| 週次     | 第26週 | 第27週 | 第28週  | 第29週  | 第30週  |
| 放榜日期 | 7月1日 | 7月8日 | 7月15日 | 7月22日 | 7月29日 |
| 榜上位置 | 17     | 13     | 12      | 3       | 8       |
| -------- | ------ | ------ | ------- | ------- | ------- |

### 新城知訊台勁爆本地榜 走勢
| 週次     | 第28週  | 第29週  | 第30週  | 第31週 |
| 放榜日期 | 7月15日 | 7月22日 | 7月29日 | 8月5日 |
| 榜上位置 | 16      | 15      | 13      | 3      |
| -------- | ------- | ------- | ------- | ------ |

### TVB勁歌金榜走勢
| 週次     | 第25週  | 第26週 | 第27週 | 第28週  | 第29週  | 第30週  | 第31週 | 第32週  |
| 放榜日期 | 6月24日 | 7月1日 | 7月8日 | 7月15日 | 7月22日 | 7月29日 | 8月5日 | 8月12日 |
| 榜上位置 | 17      | 8      | 6      | 6       | 4       | 2       | 2      | 1       |
| -------- | ------- | ------ | ------ | ------- | ------- | ------- | ------ | ------- |

### 各大流行榜最高位置
| 樂壇流行榜      | 最高位置 |
| --------------- | -------- |
| 勁歌金榜        | 1        |
| 中文歌曲龍虎榜  | 3        |
| 新城勁爆本地榜  | 3        |
| 叱咤903專業推介 | 20       |

## 迴響
歌曲推出後獲得熱烈迴響，歌曲在4分49秒內共有778個歌詞，歌詞密集且旋律不乏高音部分，被譽為「史上最難唱廣東歌」，而主唱林智樂亦獲網民讚賞。

## 資料來源
1. ↑  . topick.hket.com.   [2023-07-23]. （原始内容存档于2023-01-26） （中文（繁體））.
2. ↑  . metroradio.com.hk.   [2023-07-23]. （原始内容存档于2023-07-26）.
3. 1 2  香港經濟日報HKET. . 香港經濟日報HKET.   [2023-08-30]. （原始内容存档于2023-08-30） （中文（繁體））.
4. ↑  . on.cc東網. 2023-07-19  [2023-07-23]. （原始内容存档于2023-07-23） （中文（香港））.
5. ↑  ,   [2023-07-23], （原始内容存档于2023-07-23） （中文（中国大陆））
6. ↑  ,   [2023-07-23], （原始内容存档于2023-07-23） （中文（中国大陆））
7. ↑  . 商業電台 881903. 2023-06-27  [2023-07-23]. （原始内容存档于2023-07-26） （中文（繁體））.
8. ↑  . 星島頭條. 2023-07-16  [2023-07-29]. （原始内容存档于2023-07-29） （中文（香港））.
9. ↑  . skypost.ulifestyle.com.hk.   [2023-08-30] （中文）.
10. ↑  . www.bastillepost.com. 2023-08-30  [2023-08-30].
11. ↑  . on.cc東網. 2023-08-26  [2023-08-30]. （原始内容存档于2023-08-30） （中文（香港））.
12. ↑  黃梓恒. . 香港01. 2023-06-17  [2023-07-23]. （原始内容存档于2023-07-26） （中文（香港））.